# Evelin Samuel
Evelin Samuel (født 13. maj 1975) er en estisk sanger. Hun repræsenterede Estland ved Eurovision Song Contest 1999.